# Thetford
Pour les articles homonymes, voir Thetford (homonymie).
Thetford est une ville historique du comté de Norfolk, au nord-est de Londres en Angleterre. Elle est connue pour son ancien prieuré, berceau de la Maison des comtes de Howard.

## Histoire

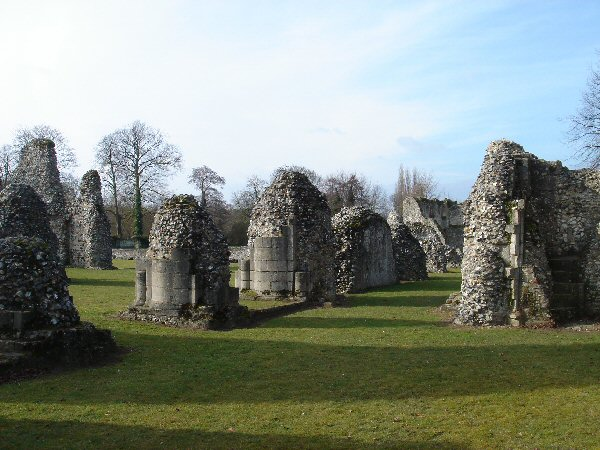
Ruines du prieuré de Thetford.

Le prieuré de Thetford, fondé en 1103 par Roger Bigod et dédié à la Sainte Vierge, monastère d’obédience clunisienne, était l’un des plus importants d’Est-Anglie. Au XIIIe siècle, la Sainte Vierge serait apparue en vision à des fidèles priant pour l'établissement en l'abbaye d'une chapelle mariale. Au cours de la construction, on découvrit que la vieille statue de la Vierge était creuse et recélait des reliques : l'endroit devint dès lors un lieu de pèlerinage. 
L'abbaye abritait les tombes des comtes de Howard, de Henry FitzRoy (1er duc de Richmond et Somerset) et d'autres courtisans des premières décennies de la Période Tudor. Mais cette fonction de nécropole princière ne suffit pourtant pas à la préserver de la Dissolution des monastères et, lors de sa dissolution en 1536, les tombes des comtes de Howard furent transférées en l'église St-Michel l'Archange, à Framlingham.

## Personnalités
- Thomas Paine (1737-1809), révolutionnaire américain et français né à Thetford.

## Culture locale et patrimoine
- Motte castrale de Thetford ; construite par Guillaume de Varennes après la conquête de l'Angleterre. Elle permettait de contrôler une zone hostile au Conquérant[1].
- Le prieuré de Thetford, fondé en 1103 par Roger Bigod. Ses ruines (dont les murs d'assise de l'église et du cloître, ainsi que les voûtes impressionnantes des appartements des prieurs et, à l'extrémité d'un chemin, un corps de garde du XIVe siècle presque entièrement intact) sont ouvertes au public en tant que site géré par English Heritage. Elles ont la réputation d'être hantées et ont servi de cadre à un des épisodes de la série télévisée Ghosthunters.
- Le prieuré du Saint-Sépulcre ; situé à 300 mètres au sud de celui de Thetford
- Dad's Army Museum (en) est un petit musée consacré à la série télévisée des années 1970 Dad's Army.

## Jumelage
- Nissewaard (Pays-Bas) : près de Rotterdam (en 1962)
- Les Ulis (France) : près de Paris (en 1996)
- Hürth (Allemagne) : près de Cologne (en 1966)
- Skawina (Pologne) : près de Cracovie (en 1966)